# Xinetd
xinetd (eXtended InterNET Daemon), Demonio EXtendido de Internet, es un servicio o demonio que usan gran parte de los sistemas Unix dedicado a administrar la conectividad basada en Internet.  xinetd es una extensión más segura del servicio de Internet inetd.
xinetd contiene mecanismos de control de acceso como Wrappers TCP, Listas de Control de Acceso, y la posibilidad de habilitar los servicios de red basándose en el tiempo. Puede limitar la cantidad de servicios que se ejecutan, y contiene un sistema de protección contra escaneos de puertos.
En algunas implementaciones de Mac OS X, este demonio inicia y mantiene varios servicios relacionados con Internet, incluyendo FTP y telnet. Como una forma extendida de inetd, ofrece seguridad extendida. Reemplazo a  inetd en Mac OS X v10.3, y subsecuentemente fue reemplazado por launchd en Mac OS X v10.4. Sin embargo, Apple retuvo xinetd por cuestiones de compatibilidad.